# 佐々重

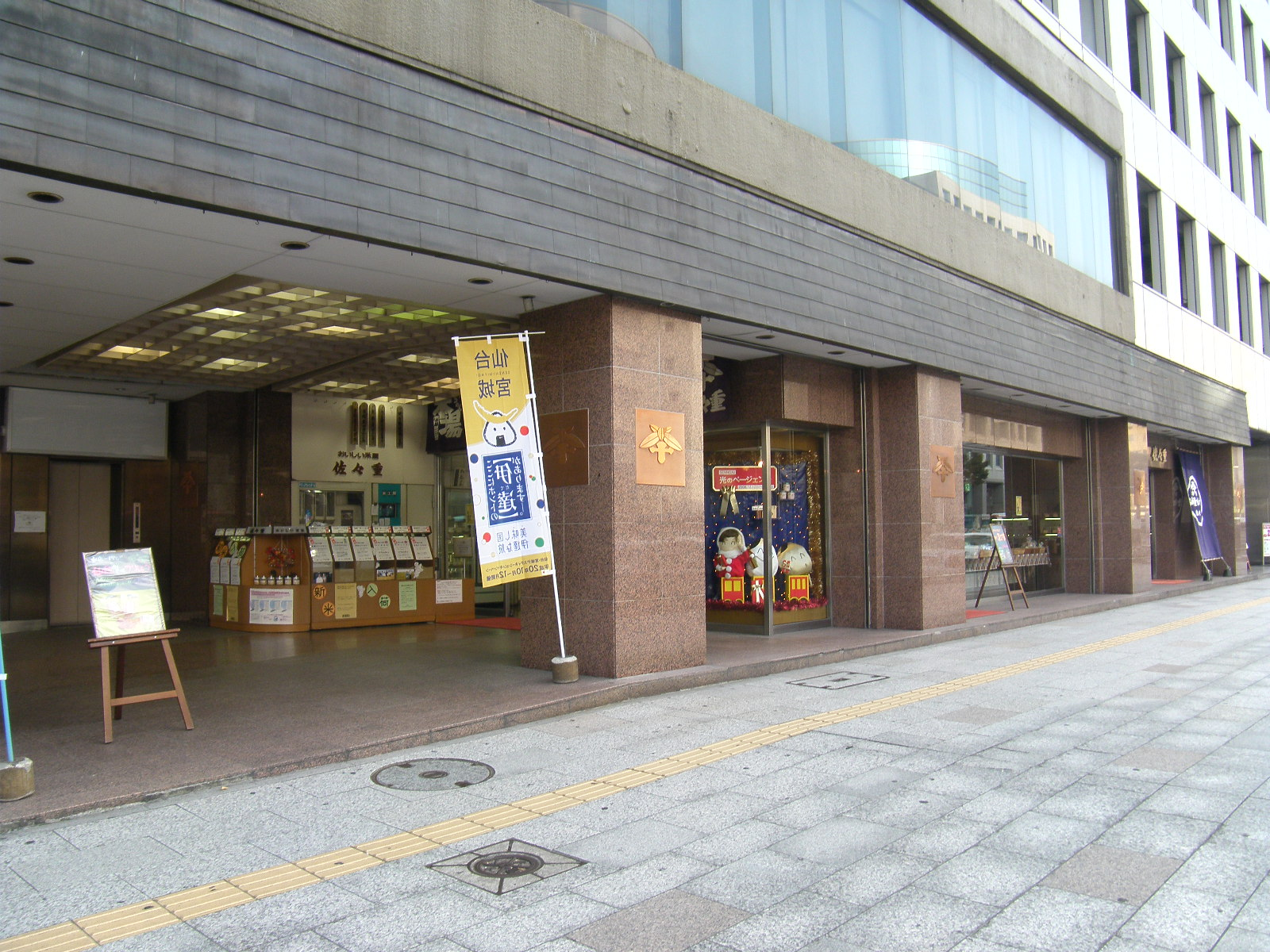
旧店舗。中央通りとの交差点から（2008年10月）

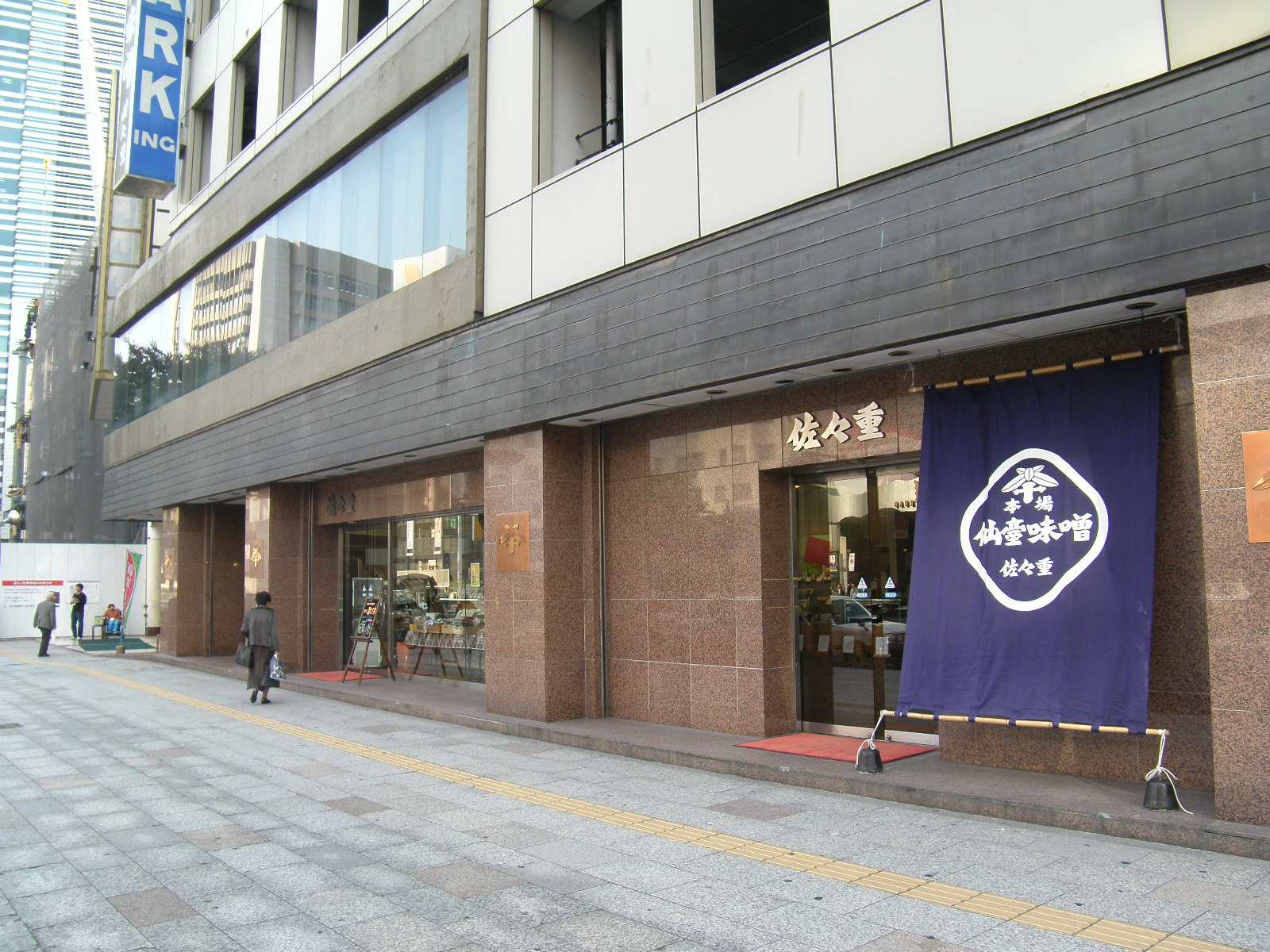
東二番丁通りから見た旧店舗（2008年10月）

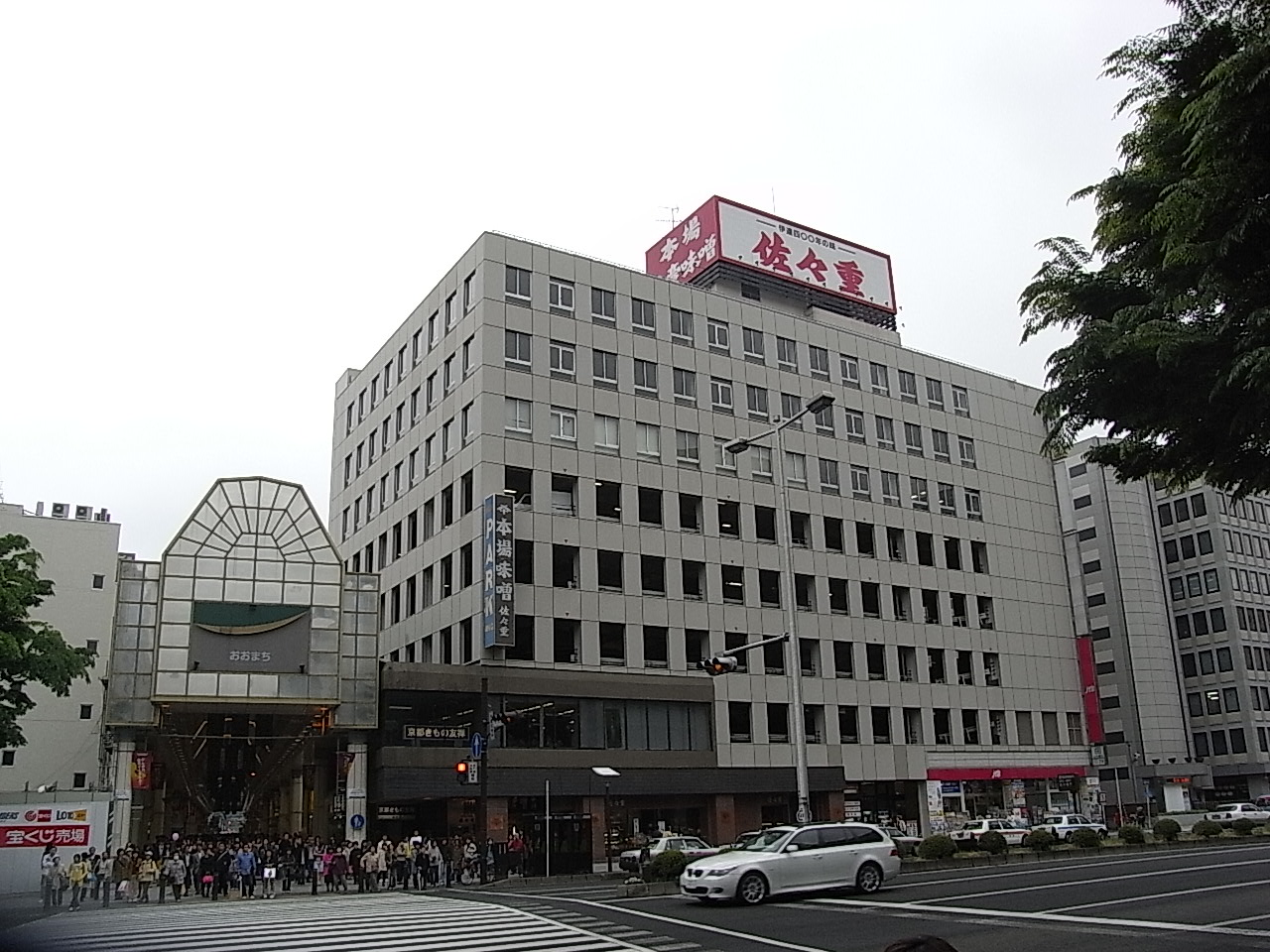
一番町平和ビル（2008年5月）

株式会社佐々重（ささじゅう）は、日本の宮城県仙台市若林区古城にある味噌・醤油の醸造販売会社である。味噌屋として1854年創業になる仙台味噌の老舗である。

## 概要
佐々重の屋号は、代々の当主が名乗った佐々木重兵衛の名による。2008年現在の社長は、2006年（平成18年）10月に就任した9代目の佐々木淳一郎である。仙台では老舗の味噌屋として知られる。「本場仙台味噌」などの自店の味噌と醤油、「仙台みそ味かりんとう」など味噌を素材にした菓子類と、日本各地で作られた伝統を生かした「良い食品」を売る。自社製品は通信販売もしている。

## 歴史

### 藩政時代
佐々重が味噌の販売をはじめたのは安政元年（1854年）10月2日、ささき屋4代目重兵衛のとき、仕込みは3年前の嘉永4年（1851年）のことであった。仙台味噌は伊達政宗の時代にはじまり、最も由緒があったのは藩の御用をつとめた真壁屋で、幕末創業の佐々重は江戸時代・明治時代には新興勢力と言えた。長い熟成期間を要する味噌屋は資本力を必要としたが、当時の大きな家は麹屋から麹を買って自家で味噌を仕込んでいたので、江戸時代の購買者はどちらかというと貧しい層である。重兵衛は自ら路地裏の家々に足を運んで味噌を売り、成功したという。
佐々木重兵衛は、廃藩置県直前の1871年（明治4年）に、仙台藩が市長・副市長の下に任命した28名の町人代の1人とされた。この市長以下は一時的・過渡的な制度で、町人町にだけ置かれたものである。重兵衛は三・四丁目の人と記されているが、江戸時代の町人町の行政を引き継いで、大町三・四・五丁目を担当としたと思われる。

### 明治から戦前まで
明治に入ると仙台は十数年間におよぶ経済沈滞に陥り、特に城や上級家臣の需要に頼っていた商家が軒並み没落した。かわって一般消費者向けの商人が台頭し、味噌製造業では自家生産の衰退が需要拡大につながった。佐々重はこの波に乗って拡大し、明治末に佐々木重兵衛は仙台市第3位の高額納税者であり、店舗のほか大町5丁目を含む仙台市内に宅地畑地、県内各地に田畑山林宅地を所有するまでになった。1924年（大正13年）に佐々木重兵衛は田173町1反、畑35町9反、計164町6反の耕地を小作人276戸に耕作させていた。
また、県の業界で指導的立場につき、5代目の重兵衛は重要輸出品同業組合法にもとづく1898年（明治31年）の宮城県味噌醤油醸造同業組合の設立の際に初代組長になった。佐々木重兵衛は、工業組合法を受けて1936年（昭和11年）に仙台味噌醤油工業組合が設立されたとき、初代理事長になった。1939年（昭和14年）に宮城県味噌醤油工業組合連合会が設立されたときも佐々木重兵衛が初代理事長になり、一貫して県の業界の要職にある。
佐々重を筆頭とする仙台の味噌醤油業者は、1919年（大正8年）に共同出資により仙台味噌醤油株式会社を設立し、郊外に工場を建てた。現在の仙台味噌の最大手である「ジョウセン」はこの会社のブランドである。大町にある佐々重の店舗・工場はそのままで、1937年（昭和12年）に株式会社に組織替えした。
1927年（昭和2年）に、大町五丁目共同会の会長だった7代目の重兵衛が、三原本店の三原庄太とともに七夕大売出しを提唱し、後に全国的に有名になる仙台七夕の始まりを開いた。

### 戦後
1945年（昭和20年）の仙台空襲で、佐々重の店と工場は焼失した。これを機に製販を分離し、仙台味噌醤油株式会社に自社の製造部門の人員を移して販売に特化した。こうした経緯により、仙台味噌醤油株式会社は「同系」「系列」とも言われる。佐々重の社長佐々木淳一郎は、2008年（平成20年）5月まで仙台味噌醤油株式会社の社長で、その後は会長である。
戦後復興の際に東二番丁は50メートルに拡幅したので、佐々重はそれに従って店の位置をずらした。江戸時代の店の位置は現在の東二番丁通りの車道である。1973年（昭和48年）に8階建ての佐々重ビルを建て、その1階を店舗にした。仙台の中心街である中央通りのマーブルロードおおまちと、仙台市街を南北を走る道の中で最大幅を持つ東二番丁通りの交差点という目立つ位置である。
daime 
1975年（昭和50年）に良い食品作りの会の販売協力店第1号となり、社長の八代目佐々木重兵衛が「良い食品を作る会販売協力店会」の初代会長になった。味を損なうような量産技術や食品添加物を極力用いずに安全・良質な食品を製造・販売しようとする業者の集まりである。この会は1993年（平成5年）に分裂解散したため、後継団体の一つである「良い食品づくりの会」に加盟した。
2007年（平成19年）10月に、建て替えの必要がでてきた自社ビルを平和不動産に売却し、長年営業を続けた大町を離れることになった。佐々重ビルは一番町平和ビルと改称され、再開発の対象となり、跡地に「新・一番町平和ビル(仮称)」が建築される予定になった。解体・基礎工事が進まなかったこともあり、当初予定から遅れることとなり、2011年8月竣工を予定していたが、東日本大震災の影響により2012年1月竣工・2月プレオープン・3月ショッピングエリアフルオープンとなった。佐々重は平和不動産からの賃借で2009年（平成21年）1月31日まで旧店舗で営業を続け、その後本町に店舗を移して2月20日に営業を再開した。その後、2009年6月に佐々重はサンシティから広瀬通りに面した更地を購入した。用途は未定だが、売却はいわゆる「仙台ミニバブル」の頂点で、購入はその下落後である。